# Acido tubercolostearico
L'acido tubercolostearico, è un acido grasso ramificato composto da 19 atomi di carbonio con una catena lineare di 18 atomi di carbonio come quella dell'acido stearico e un gruppo metile  legato all'atomo di carbonio in posizione 10.
L'acido tubercolostearico è l'acido grasso caratteristico dei batteri acido-resistenti dell'ordine Actinomycetales.  L'acido tubercolostearico è un componente della parete cellulare dei micobatteri che è possibile rilevare in campioni di plasma di pazienti con tubercolosi attiva.  Il rilevamento dell'acido tubercolostearico nel liquido cerebrospinale ha dimostrato di essere un test molto rapido, sensibile e specifico per la meningite tubercolare. L'acido tubercolostearico si trova anche in altri micobacteria e nocardiae. Viene biosintetizzato partendo dall'acido oleico e dalla metionina.